# Dorothy Cotton
Dorothy Cotton (5 de enero de 1930 – 10 de junio de 2018) fue una activista de los derechos civiles estadounidense, líder del Movimiento por los derechos civiles en Estados Unidos y miembro del círculo interno de una de sus principales organizaciones, la Conferencia de Liderazgo Cristiano del Sur (SCLC). Como Directora Educativa de la SCLC, era posiblemente el miembro femenino de mayor rango de la organización.

## Biografía
Cotton nació en Goldsboro, Carolina del Norte, el 9 de junio de 1930, con el nombre de Dorothy Lee Foreman. Su madre, Maggie Pelham Foreman, murió cuando ella tenía 3 años, lo que les dejó a ella y a sus tres hermanas a cargo de su padre, Claude Foreman, trabajador de una fábrica de tabaco y de una acería, con sólo un tercer grado de educación. [La vida era una lucha diaria en su pueblo rural segregado del sur. El padre de Cotton pegaba con frecuencia a Cotton y a sus tres hermanas.
Cuando Cotton estaba en el instituto conoció a Rosa Gray, una profesora de inglés que cambió positivamente su vida y la animó a ser exitosa y fuerte. Gray, que era la directora de la obra de teatro anual de la escuela, a menudo la ponía en el papel principal, lo que, según Cotton, le hizo sentir "una gran conexión con ella". Gray ayudó a Cotton para conseguir una plaza en la Universidad de Shaw, donde estudió inglés, y le aseguró dos trabajos a tiempo parcial en el campus, uno en la cafetería de la escuela y otro limpiando el dormitorio de los profesores. Cuando al Dr. Daniel, profesor de Shaw, le ofrecieron el puesto de presidente en la Universidad Estatal de Virginia, Cotton le acompañó y trabajó como su ama de llaves. Cotton describió su trabajo en la residencia como "en parte hija, en parte ama de llaves". Mientras Cotton estaba en Virginia, conoció a un hombre llamado Horace Sims, estudiante de una clase de Shakespeare con ella, que le presentó a George Cotton. que no era estudiante de la Universidad Estatal de Virginia con quien  Dorothy se casó después de graduarse. A continuación, cursó y obtuvo un máster en Logopedia por la Universidad de Boston en 1960. Fue en Petersburg donde Cotton se involucró en una iglesia local dirigida por Wyatt T. Walker y donde comenzó su activismo por los derechos civiles.

## Trayectoria

### Activismo por los derechos civiles
En una entrevista realizada por la Biblioteca del Congreso, Cotton relató un caso en el que estaba fuera de casa y un chico blanco pasó en bicicleta y cantó, "en lo más profundo del corazón de Niggertown (ciudad negra)". Contó que esto le enfureció tanto que nunca lo olvidó, y  le hizo "tomar conciencia de la incorrección del sistema". Esto marcaría su mentalidad al comenzar su viaje en el Movimiento por los Derechos Civiles.
Mientras asistía a la Universidad Estatal de Virginia, se involucró en una iglesia local dirigida por Wyatt T. Walker, jefe regional de la Asociación Nacional para el Progreso de las Personas de Color. Dice que se sintió atraída por la iglesia por su implicación en el movimiento. Walker le preguntó a Cotton si estaría dispuesta a ayudar a organizar y formar a los niños para las campañas de piquetes. Su trabajo consistía en enseñarles cómo hacer correctamente los piquetes y las marchas a favor del movimiento. "Ayudó a Walker a protestar contra la segregación en la biblioteca y en el almuerzo, y enseñó tácticas de acción directa a los estudiantes”. No mucho después de que se involucrara, Martin Luther King Jr. fue invitado a la iglesia para hablar. En el programa de la noche se incluía tanto a King como a Cotton. Cotton leyó una pieza de poesía, King se interesó y posteriormente mantuvieron una conversación. Durante su estancia en Petersburg, King preguntó a Walker si se trasladaría a Atlanta para ayudar a King a formar la Conferencia de Liderazgo Cristiano del Sur. Walker dijo que sólo iría si podía llevar a dos de sus asociados más cercanos. Esos dos asociados eran Jim Wood y Dorothy Cotton. Cotton tomó la decisión de ir, pero solo se quedaría tres meses. Acabó quedándose 23 años. En esos años, hizo inmensas contribuciones al Movimiento por los Derechos Civiles. Cuando Cotton llegó a Atlanta por primera vez, era la asistente administrativa de Walker. Poco después, King la reclutó para ayudar en la Highlander Folk School, una escuela que estaba recibiendo mucha publicidad mala. En Highlander, Cotton conoció a Septima Clark, con quien trabajaría en el Programa de Educación Ciudadana.
La participación de Cotton en el movimiento dominó su vida. Esto fue así debido a su sentimiento de obligación. En su autobiografía, Cotton escribió: "nuestro trabajo con la SCLC no era sólo un trabajo, fue un compromiso de vida". Tal vez su mayor logro en el movimiento fue el Programa de Educación Ciudadana: un programa destinado a ayudar a los negros a registrarse para votar.

### Programa de Educación para la Ciudadanía
La estrecha colaboración de Cotton con Septima Clark y Esau Jenkins, a través de la Highlander Folk School en Tennessee y la Conferencia de Liderazgo Cristiano del Sur, creó un movimiento de base en las zonas rurales del sur durante la violenta y tensa época de los derechos civiles de los años sesenta. Esau Jenkins fue uno de los primeros participantes en la formación del Programa. Como hombre de negocios independiente con "una educación de tercer grado pero una mente de doctorado", Jenkins conducía un autobús privado hacia el continente desde las islas costeras de Carolina del Sur, llevando a los lugareños de la isla hacia y desde sus trabajos diurnos.
Durante esos viajes, Esau entablaba conversaciones con sus pasajeros sobre el poder y la importancia de su derecho individual al voto. Esau reconoció la gran necesidad de programas educativos destinados a concienciar sobre los derechos políticos y civiles, en un esfuerzo por hacer que las comunidades afroamericanas actúen por el cambio. Estas conversaciones informales fueron imprescindibles para formar la base de los participantes iniciales en el Programa de Educación Ciudadana.
El Programa de Educación para la Ciudadanía se centró principalmente en la enseñanza de los requisitos de registro de votantes, así como en el empoderamiento comunitario e individual. La mayoría de los estados del sur habían creado leyes de registro de votantes diseñadas en torno a ejercicios de alfabetización específicamente para descalificar a los posibles votantes afroamericanos. Estos requisitos para registrarse para votar incluían la capacidad de recitar partes aleatorias de la constitución, así como firmar el nombre en cursiva. Muchos de los que impusieron estos requisitos previos a los negros eran analfabetos, lo que hacía que el proceso fuera poco fiable y subjetivo; muchos negros fueron rechazados. El programa buscaba reforzar en ellos la conciencia de que su derecho de voto era inviolable. El programa también enseñó a tratar las necesidades básicas cotidianas. Otra esperanza para el programa era crear una ola de educación que se extendiera por todas las comunidades locales, con los propios miembros de la comunidad como maestros.
La esperanza para el programa de educación era que se extendiera a otras comunidades y que estos programas y escuelas se establecieran en otras comunidades de todo el sur y, en última instancia, en todos los Estados Unidos. En un folleto para el programa se establece claramente el objetivo: "Su programa inmediato es enseñar lectura y escritura. Ayudan a los estudiantes a aprobar las pruebas de alfabetización para votar". Estos programas también proporcionaron el costo de la matrícula, la capacitación e incluso el costo de viajar al propio centro de entrenamiento. Con su compromiso, el Programa de Educación para la Ciudadanía ayudaría a muchos negros a registrarse en los próximos años. El Programa de Educación para la Ciudadanía tuvo un profundo impacto en el movimiento, con más de 6.000 hombres y mujeres participando en talleres y clases.
Cotton ayudó a James Bevel a organizar a los estudiantes durante la campaña de Birmingham y su Cruzada infantil, y llevó a cabo clases de ciudadanía en todo el sur durante la época. También acompañó a Martin Luther King, Jr., el cofundador y primer presidente del SCLC, en su viaje a Oslo, Noruega, para recibir el Premio Nobel de la Paz de 1964.
El Proyecto de Historias Orales de la Historia de los Derechos Civiles, realizado a través de la Universidad de Carolina del Norte, realizó una entrevista en profundidad con Cotton.
Me doy cuenta de que la gente, en masa, veía el movimiento de derechos civiles como un montón de marchas. Y sé de primera mano que eso no es cierto. Teníamos un importante programa de formación llamado Programa de Educación para la Ciudadanía. La razón para hacer esta formación de ciudadanía fue ayudar a los afroamericanos, que vivían en un momento en que teníamos lo que yo llamo apartheid al estilo americano.

Dorothy Cotton, entrevista con PBS (2013)

## Legado e impacto
El grupo musical Dorothy Cotton Jubilee Singers canta en honor de Cotton. Era una cantante talentosa, y a menudo dirigía a los espirituales negros en los mítines y en las clases. El grupo busca "preservar la forma de arte exclusivamente estadounidense del estilo de concierto formal "Negro Spiritual".

## Muerte
Dorothy Cotton murió el 10 de junio de 2018, a la edad de 88 años.